# Марчук, Семён Павлович
Семён Павлович Марчук — молдавский советский хозяйственный, государственный и политический деятель, Герой Социалистического Труда.

## Биография
Родился в 1924 году в селе Ярово. Член КПСС с 1953 года.
С 1949 года — на хозяйственной, общественной и политической работе. В 1949—1985 гг. — бригадир полеводческих бригад ряда колхозов Сорокского района, бригадир табаководческой бригады, заведующий коммунальным хозяйством колхоза «Путь Ленина» Сорокского района Молдавской ССР
Указом Президиума Верховного Совета СССР от 8 апреля 1971 года присвоено звание Героя Социалистического Труда с вручением ордена Ленина и золотой медали «Серп и Молот».
Делегат XXIV съезда КПСС.
Умер после 1985 года.